# Raúl Jaurena

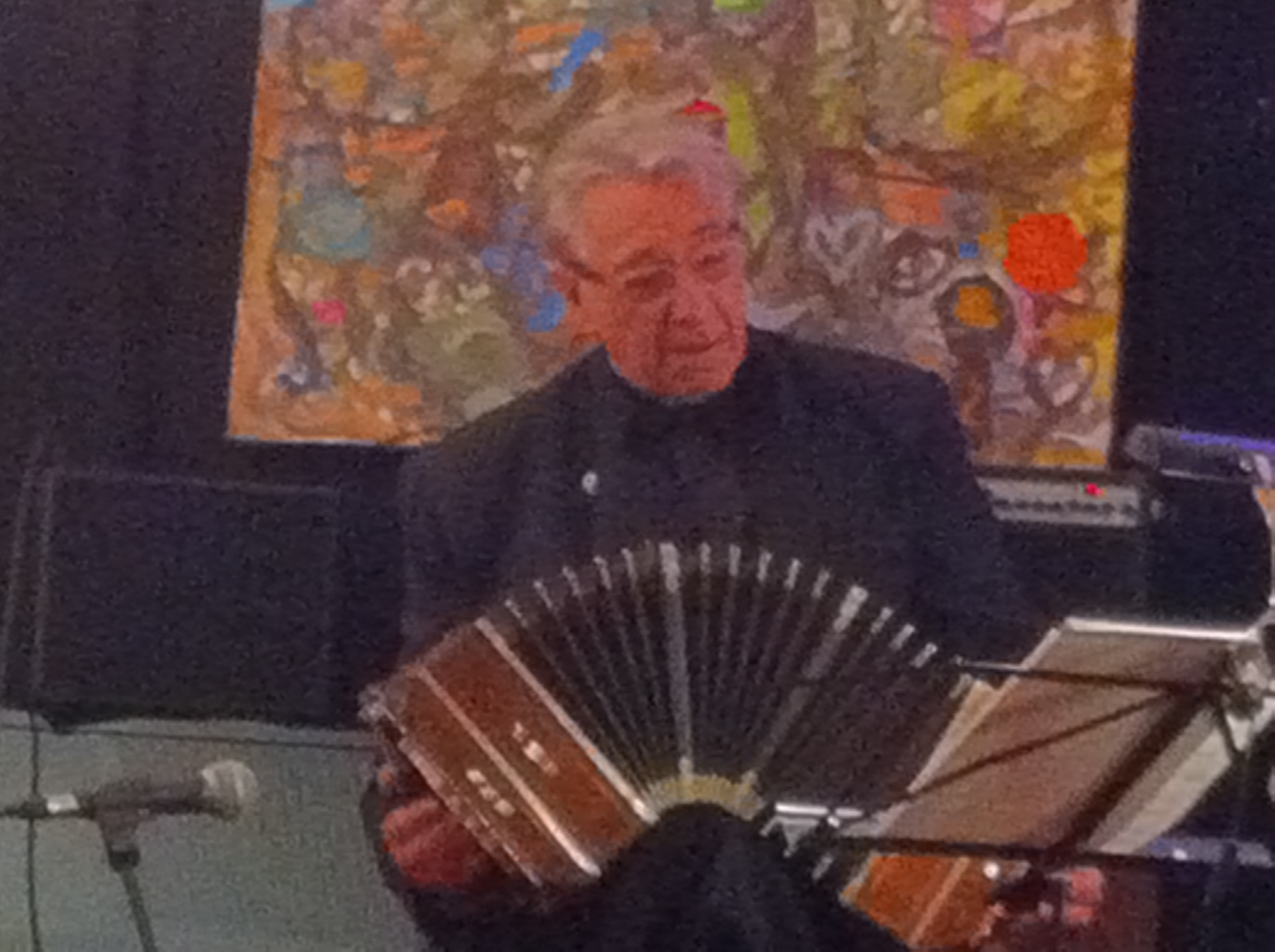
Raúl Jaurena

Raúl Jaurena (* 26. August 1941 in Montevideo, Uruguay; † 5. Januar 2021) war ein Bandoneon-Spieler, musikalischer Leiter im Thalia Theatre New York, Arrangeur und Komponist. Er galt als Vertreter des Tango Nuevo, griff aber auf traditionelle Tango-Vorlagen zurück und nahm diese als Ausgangspunkt für seine Interpretationen.

## Leben

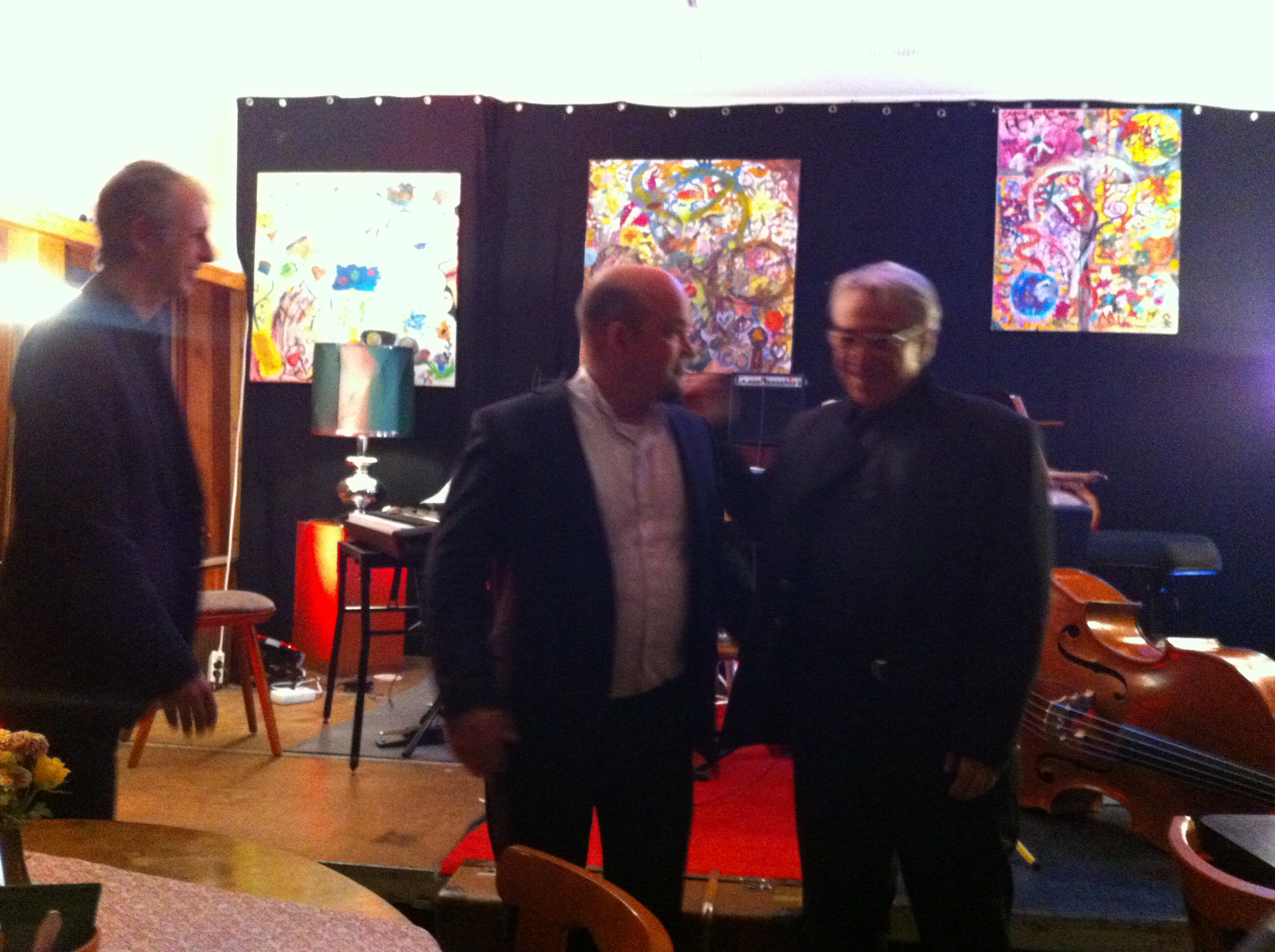
Raúl-Jaurena-Trio: von links Bobbi Fischer (Piano), Veit Hübner (Bass) und Raúl Jaurena (Bandoneon)

Jaurena lernte von seinem Vater das Bandoneonspielen. Im Alter von acht Jahren wirkte er in einem Tango-Orchester mit. Mit 15 Jahren begann er im Donato Raciatti Orchestra zu spielen.
In den 60er- und 70er-Jahren legte Raúl Jaurena als Mitglied und Arrangeur verschiedener Tango-Ensembles in Uruguay, Argentinien, Brasilien, Chile, Ecuador und Venezuela den Grundstein seiner Karriere. 1988 zog er nach New York, wo er ursprünglich gar nicht bleiben wollte, daraus wurde aber ein ständiger Aufenthalt und eine Inspirationsquelle für seine Musik: „When I arrived, I was playing a chamber tango, totally square. Now I play an improvisational tango. [Als ich ankam, spielte ich total spießigen kammermusikalischen Tango. Jetzt spiele ich improvisatorischen Tango.]“
Auf dem Montreal Jazz Festival trat er gemeinsam mit Astor Piazzolla auf, was sich als Meilenstein seiner Karriere erwies, sah er sich doch auch als dessen musikalischen Erben. 1990 gründete er das Ensemble New York Buenos Aires Connection.
1998 begann die Zusammenarbeit mit dem deutschen Ensemble „Tango Five“, das aus den Musikern Gregor Hübner (Violine), Veit Hübner (Kontrabass), Bernd Ruf (Klarinette) und Karl Albrecht „Bobbi“ Fischer (Piano und Viola) bestand. Das Ensemble bewegte sich im musikalischen Grenzbereich von Klassik, Jazz und Weltmusik, wobei der Sound der Interpretationen von der Integration von Jazz-, Gipsy- und Klezmerelementen geprägt war. Gemeinsam wurden mehrere Alben aufgenommen.
Am Thalia Theatre in New York City entwickelte er als musikalischer Leiter, Arrangeur, Komponist und Bandoneon-Spieler seit 2001 Musicals wie „Todo Tango“ (2001/2002), „La vida es Tango“ (2003), „Tangomania“ (2004), „Te Amo Tango“ (2005), „Tango & Flamenco Fusion“ (2006), „The four Tango Seasons“ (2007) und „[He] Tango & [She] Milonga“ (2008).
Als „Tango Five“ spielten Jaurena, Bobbi Fischer (Piano), Gregor Hübner (Violine) und Veit Hübner (Kontrabass) drei Alben ein, unter anderem die Produktion „Symphonic Tango Night“ mit den Stuttgarter Philharmonikern unter der Leitung von Bernd Ruf.
Jaurena begleitete bekannte Tango-Sänger wie die Argentinier Roberto Goyeneche und Edmundo Rivero. Er arbeitete mit dem Pianisten Cesar Zagnol und dem Bandoneon-Spieler Astor Piazzolla zusammen und trat 1998 mit dem Cellisten Yo-Yo Ma auf. Ab dem Jahr 2000 arbeitete Jaurena mit dem Quartett des Klarinettisten Giora Feidman zusammen und tourte mit „From Klezmer to Piazzolla“ durch Europa. Mit der Brasilianerin Ana Caram und dem Kubaner Paquito D’Rivera nahm er weitere Platten auf. Seit 2007 spielte Jaurena gemeinsam mit dem Klarinettisten Bernd Ruf im „Jaurena Ruf Project“ Tango-Kammermusik.

## Auszeichnungen
- 2002 Nominierung des Albums „Tango Bar“ für den Latin Grammy
- 2007 Latin Grammy für das Album „Te amo Tango“ in der Kategorie „Bestes Tango Album“.

## Diskografie

### Eigene Alben
- 2006 Te amo Tango
- 2001 Tango Bar

### Mit anderen Musikern
- 2010 Tango Tales – para vos y para mí (Bernd Ruf)
- 2003 Feidman Plays Mozart & More (Giora Feidman)
- 2002 Amando A Buenos Aires (Tango Five & Marga Mitchell)
- 2002 Tangoklezmer (Giora Feidman)
- 2000 Symphonic Tango Night (Tango Five & Stuttgarter Philharmoniker)
- 1999 Obsecion (Tango Five)
- 1995 Cabarute (New York Tango Trio)
- 1990 Concert for Bandoneón and Orchestra (Astor Piazzolla)